# NGC 3997
NGC 3997 é uma galáxia espiral barrada (SBb/P) localizada na direcção da constelação de Leo. Possui uma declinação de +25° 16' 15" e uma ascensão recta de 11 horas, 57 minutos e 48,5 segundos.
A galáxia NGC 3997 foi descoberta em 19 de Fevereiro de 1827 por John Herschel.